# Tadeusz Parpan
Tadeusz Piotr Parpan (né le 16 novembre 1919 à Cracovie et décédé dans cette même ville de 21 avril 1990), est un footballeur international polonais, qui évoluait au poste de milieu de terrain dans les premières années de sa carrière, avant de devenir défenseur.
Il était diplômé de l'École polytechnique de Cracovie.

## Carrière
Parpan joue au Cracovia de 1945 à 1950, club avec lequel il devient champion de Pologne en 1948, et ce un an après avoir posté sa candidature pour intégrer l'équipe européenne. Il joue ensuite pour le Garbarnia Cracovie de 1951 à 1952.
Il est également sélectionné en équipe nationale polonaise, avec laquelle il joue plus de 20 matches, la plupart en tant que capitaine. Durant la Seconde Guerre mondiale, il est membre de l'Armia Krajowa (armée polonaise).
Après avoir fini sa carrière de footballeur, il devient entraîneur de football et professeur à l'École polytechnique de Cracovie, dans laquelle il a étudié.